# Quận Nolan, Texas
Quận Nolan (tiếng Anh: County) là một quận trong tiểu bang Texas, Hoa Kỳ. Quận lỵ đóng ở thành phố Sweetwater 6. Theo kết quả điều tra dân số năm  2000 của Cục điều tra dân số Hoa Kỳ, quận có dân số 15.802 người.

## Thông tin nhân khẩu
Theo Điều tra 2 năm 2000, có 15.802 người, 6.170 gia hộ, và 4.288 gia đình sống trong quận. Mật độ dân số là 17 người cho mỗi dặm vuông (7/km ²). Có 7.112 đơn vị nhà ở với mật độ trung bình là 8 cho mỗi dặm vuông (3/km ²). Cơ cấu dân tộc của quận gồm 78,45% người da trắng, 4,68% da đen hay Mỹ gốc Phi, 0,49% người Mỹ bản xứ, 0,24% người châu Á, 0,06% người đảo Thái Bình Dương, 14,02% từ các chủng tộc khác, và 2,07% từ hai hoặc nhiều chủng tộc. 28,04% dân số là người Hispanic hay Latino thuộc chủng tộc nào.
Có 6.170 hộ, trong đó 32,20% có trẻ em dưới 18 tuổi sống chung với họ, 53,00% là các cặp vợ chồng sống với nhau, 12,60% có chủ hộ là nữ không có mặt chồng, và 30,50% là không lập gia đình. 27,10% của tất cả các hộ gia đình đã được tạo thành từ các cá nhân và 13,40% có người sống một mình 65 tuổi trở lên đã được người. Bình quân mỗi hộ là 2,48 và cỡ gia đình trung bình là 3,01.
Trong quận, độ tuổi dân cư quận ra với 27,10% ở độ tuổi dưới 18, 8,50% 18-24, 25,40% 25-44, 22,60% 45-64, và 16,40% người 65 tuổi trở lên. Tuổi trung bình là 37 năm. Cứ mỗi 100 nữ có 94,70 nam giới. Cứ mỗi 100 nữ 18 tuổi trở lên, đã có 91,70 nam giới.
Thu nhập trung bình cho một hộ gia đình trong quận đã được $ 26.209, và thu nhập trung bình cho một gia đình là $ 32.004. Nam giới có thu nhập trung bình $ 28.674 so với 19.335 $ cho phái nữ. Thu nhập trên đầu cho các quận được $ 14.077. Giới 18,30% gia đình và 21,70% dân số sống dưới mức nghèo khổ, trong đó có 29,50% những người dưới 18 tuổi và 18,50% có độ tuổi từ 65 trở lên.